# Игра смерти
«Игра́ сме́рти» (или «Игра́ со сме́ртью», «И́гры сме́рти»; кит. трад. 死亡遊戲) — незаконченный гонконгский фильм о боевых искусствах, снятый с августа по октябрь 1972 года, режиссёра, продюсера и сценариста Брюса Ли, который также сыграл главную роль. Ли умер во время съёмок фильма. До его смерти было снято более 100 минут видеоматериалов, которые позже были утеряны в архивах Golden Harvest. Остальные сцены были выпущены с оригинальными кантонскими и английскими диалогами Ли, а Джон Литтл дублировал персонажа Ли Хай Тьен в рамках документального фильма под названием «Брюс Ли: Путешествие воина». Большая часть отснятых кадров взята из того, что было кульминацией фильма.
Во время съёмок Ли получил предложение сняться в фильме «Выход дракона», первом фильме о кунг-фу, который был снят голливудской студией (Warner Bros.), и с беспрецедентным бюджетом для жанра (550 000 долларов). Ли умер от отёка мозга до выхода фильма. На момент своей смерти он планировал возобновить съёмки «Игры смерти». После смерти Ли режиссер «Выхода дракона» Роберт Клауз был нанят, чтобы закончить фильм; он был выпущен в 1978 году, спустя пять лет после смерти Ли, компанией Golden Harvest.
Сюжет оригинального фильма Ли 1972 года рассказывает о персонаже Ли, пытающемся спасти его младшую сестру и брата, присоединившись к группе мастеров боевых искусств, которых нанимают, чтобы забрать украденное китайское национальное сокровище с верхнего этажа пятиэтажной пагоды в Южной Корее, при этом каждый этаж охраняется мастерами боевых искусств, которые должны быть побеждены при восхождении на башню. Сюжет фильма 1978 года был изменен на историю мести, где мафия пытается убить персонажа Ли, который инсценирует смерть и стремится отомстить тем, кто пытался убить его. В заключительной части фильма используются некоторые оригинальные кадры из фильма Ли, но с тем, что пагода изменилась на здание ресторана, где он сражается с мастерами боевых искусств, нанятыми мафией в попытке спасти свою невесту Энн Моррис. Эта версия получила смешанные отзывы от критиков, но была коммерчески успешной, собрав, по оценкам, 50 миллионов долларов (что эквивалентно 220 миллионам долларам в 2022 году) по всему миру.
Это был влиятельный фильм, который оказал значительное культурное влияние. Концепция оригинальной версии о том, чтобы подняться на башню, побеждая врагов на каждом уровне, была очень влиятельной, вдохновляя на многочисленные боевики и видеоигры. Фильм также известен культовым жёлто-черным костюмом Ли, а также его сценой боя с игроком NBA и студентом Каримом Абдул-Джаббаром, на которые ссылались в многочисленных СМИ.

## Оригинальный сюжет (The Game of Death死亡的遊戯 - 1972)
Оригинальный сценарий фильма, написанный Брюсом Ли, радикальным образом отличается от того, что был сотворён Робертом Клаузом и Саммо Хуном Кам-Бо:
Согласно этому сценарию, главный герой — чемпион по боевым искусствам Хай Тянь, сестру и племянника которого захватывает корейская банда с целью заставить его выполнить задание — принести сокровища из пагоды, пройдя пять этажей пагоды вместе с четырьмя помощниками и победив на каждом мастера боевых искусств.
В сценарии, написанном Робертом Клаузом, данная задумка фактически стала концовкой, и сама пагода «превратилась» в ресторан. По тому же сценарию, было не три, а пять этажей пагоды, и Карим Абдул-Джаббар был боссом именно пятого этажа. Однако Брюс решил снимать сцену с конца, сняв пятый, четвёртый и третий бои, которые вошли в фильм как третий, второй и первый соответственно. Планировалось, что мастером на первом этаже будет Хван Инсик, ранее снимавшийся вместе с Брюсом Ли, а на втором — Тоси Кимура, мастер стиля «богомол». Также, поскольку снимать начали с конца, в итоговом фильме у героя Ли только два (роли которых исполнили Джеймс Тянь и Чи Янь), а не четыре помощника. По задумке, двоих из них убивали мастера на первом и втором этажах.

## В ролях
| Актёр               | Персонаж                                                                       |
| ------------------- | ------------------------------------------------------------------------------ |
| Брюс Ли             | каскадер кино Билли Ло (архивные кадры)                                        |
| Таи Чунг Ким        | Билли Ло-2                                                                     |
| Гиг Янг             | Джим Маршалл                                                                   |
| Дин Джаггер         | глава преступного сообщества, Доктор Лэнд                                      |
| Коллин Кэмп         | Энн Моррис, влюблённая Билли Ло                                                |
| Хью О’Брайан        | глава преступного сообщества Штейнер                                           |
| Мел Новак           | киллер Штайнера, Стик                                                          |
| Рой Цяо             | исполнитель из Пекинской оперы                                                 |
| Роберт Уолл         | мастер боевых искусств , помощник главарей преступного сообщества, Карл Миллер |
| Джи Хан-джэ         | один из людей Штейнера , мастер хапкидо (архивные кадры)                       |
| Дэн Иносанто        | головорез Штайнера Паскуаль (частично архивные кадры)                          |
| Карим Абдул-Джаббар | головорез-громила Хаким (архивные кадры)                                       |
| Джеймс Тянь         | Чарльз Вонг , один из предыдущих известных бойцов (архивные кадры)             |
| Чак Норрис          | актер Кольт (архивные кадры)                                                   |
| Билли Макгилл       | Джон                                                                           |
| Саммо Хун           | Лок Ям, один из чемпионов по единоборствам                                     |

## Создание и съёмки
Работу над фильмом Брюс Ли начал почти сразу после выхода в США фильма «Путь дракона», режиссёром которого он был. К тому времени Брюс Ли уже стал известным востребованным актёром, и ему отовсюду поступали предложения. Но он решил остановиться на одном фильме.
Когда начались съёмки, сценарий ещё даже не был написан, хотя основное действие было продумано.

### Съёмки
Сцену, ставшую в конечном счёте заключительной, отсняли в 1972 году — ещё до того, как Брюс Ли получил предложение сняться в «Выходе Дракона». Он не успел её закончить, к тому же снимали этот эпизод по частям, а не по порядку, что создало дополнительные трудности съёмочной команде, завершающей производство фильма.

### Смерть Брюса Ли
Известие о смерти Брюса Ли многие поначалу приняли за рекламный трюк, к которому прибег актёр, чтобы раскрутить новый фильм (некоторые детали сюжета, в частности, смерть главного героя, уже тогда были известны), но, как вскоре оказалось, это правда. Доподлинно неизвестно, умер ли Брюс Ли непосредственно во время съёмок, но факт был фактом: мастер боевых искусств встретился со своей смертью, причина которой до сих пор неизвестна. Кадры с реальных похорон Ли даже были вставлены в фильм.

## Игра смерти (1978)

### Работа над фильмом после смерти Ли
Смерть Брюса поставила съёмочную команду в крайне непростое положение: отснятого материала было катастрофически мало, чтобы закончить фильм. И тогда продюсеры Golden Harvest решили пригласить Роберта Клауза, режиссёра самого известного киношедевра с Ли — «Выхода Дракона». Он-то и нашёл выход: переписал сценарий таким образом, что и главный герой фильма умирает (это также создало слухи о том, что знаменитый мастер боевых искусств умер не своей смертью). Непосредственно в написании нового сценария принимали участие Реймонд Чоу и Саммо Хун Кам-Бо.
В итоге роль Брюса Ли в этом фильме исполнили дублёры: главным образом корейский актёр и тхэквондист Ким Тай Чон (Kim Tai-chung), а также Йен Бяо, позже ставший довольно популярным актёром благодаря сотрудничеству с Джеки Чаном, исполнял в «Игре смерти» некоторые акробатические трюки. Лица дублёров скрывали чёрные очки, бинты и плохо наложенный грим старика; на доли секунды путём комбинированной съёмки на дублера было наложено лицо Ли. Лица дублёров хорошо видны только в последнем рукопашном бою, на крупных планах вновь вмонтированы кадры с лицом Брюса Ли. В итоге весь фильм был доснят именно таким образом.

#### Сюжет
Во время съёмок очередного фильма известный  гонконгский актёр — мастер боевых искусств Билли Ло — вновь получает угрозы от рэкетиров криминального синдиката во главе с доктором Лангом и его главным помощником Штейнером. Главная задача организации — заставить известных актёров или певцов (в том числе и невесту Билли — Энн) подписать контракт, который обеспечивает организации проценты от гонораров в обмен на защиту и заботу обо всех бюрократических делах. Тот, кто отказывается подписать контракт после нескольких попыток, гибнет от рук киллеров синдиката — Стика и огромного громилы Хакима: они обставляют насильственную смерть как несчастный случай. После того как Билли отказывается подписать контракт, люди синдиката на мотоциклах вместе с Паскуалем в присутствии Штайнера и Хакима ловят Билли и на глазах у невесты жестоко избивают. Близкий друг Билли, журналист Джим Маршал, предлагает подписать контракт или покинуть навсегда шоу-бизнес и исчезнуть, однако Билли отказывается. Он встречается со своим дядей, местным театральным актёром, который рассказал о гибели Чарльза Вонга, одного предыдущего известного бойца от рук Хакима, далее дядя советует ему первым начать атаку на синдикат. Прежде чем Билли уходит, люди синдиката  врываются в театр и под предводительством двух своих главных боевиков — мастеров единоборств Паскуаля и Карла Миллера — едва, но  вновь избивают Билли.
Решив принять совет дяди, Билли встречается с Энн и просит её уехать в Америку и скрыться, пока тот все не уладит. Он просит Джима отвезти Энн в аэропорт, однако в последний день съёмок нового фильма Билли, синдикат — понимая что Билли контракт уже не подпишет — посылает Стика, чтобы убить Билли. Тот, пробравшись на съёмки как один из статистов, меняет холостой патрон на настоящий и стреляет в Билли, когда тот делает легендарный прыжок. Билли выживает, но его череп сильно повреждён и требует срочной пластической операции. Джим заявляет прессе о смерти Билли и создаёт его восковую фигуру, которую выносят в гробу на глазах всей страны и фанатов. Энн, не зная о заговоре, теряет сознание от стресса и горя и попадает в психбольницу.
Спустя три недели главари синдиката едут в Макао, где Миллер должен сразиться с местным чемпионом — матч, в который синдикат вложил очень большую сумму. Билли (удачно пройдя операцию) ,загримировавшись с бородой и темных очках ,выслеживает их и, расправившись с местной охраной, пытается убить Доктора Ланга — однако едва не погибает сам из-за вмешавшихся Миллера и Штейнера с пистолетом  и решает бежать. Во время финального турнира Билли Ло сидел среди зрителей под видом старика, Энн пыталась убить сидящих Стика, Штайнера и Доктора Ланга, но ее руку остановил Билли Ло, не выдав свою личность.После тяжёлой и долгой победы над местным чемпионом Миллер идёт в раздевалку, где сталкивается с Билли. После тяжёлой битвы последний убивает Миллера. Билли вновь встречается с Энн и снова просит её уйти, но синдикат (уже поняв, что Билли жив) похищает Энн и — через Джима — требует от Билли прийти в местный склад и сдать себя в обмен на Энн. Билли приходит и туда же со всех сторон приехали Бандиты-мотоциклисты , Энн ждёт удобного шанса сбежать, Били вырубил первого мотоциклиста и переоделся в его желтый комбинезон, далее он по очередно разбирается с мотоциклистами, потом сам прикинулся одним из них и стал уже с помощью мотоцикла побеждать их, Энн в суматохе успевает сбежать со склада. Били побеждает всех мотоциклистов . На выходе он сталкивается со Стиком и после небольшой битвы избивает  его, узнав до этого, что члены синдиката находятся в ресторане «Красный Перец».
Приехав туда и поднявшись с первого этажа на следующий  этаж, он сталкивается с Паскуалем. Оба отлично владеют нунчаками и боевыми палками, но талант Билли сразу же берёт верх, и он ломает Паскуалю шею. На следующем этаже Билли сталкивается с корейским мастером каратэ. Пользуясь своим преимуществом в размере, тот сначала получает преимущество, однако Билли включает свою уникальную гибкость и побеждает, сломав тому позвоночник. На следующем этаже Билли сталкивается с огромным громилой Хакимом. Обладая такой же техникой. как Билли, и притом будучи намного выше и здоровее, Хаким один раз едва не убивает Билли. Однако Билли — зная главные больные места человека и также применив хитрость, — удаётся победить и его, сломав тому шею. Последним соперником Билли становится Штейнер, он спустился на нижний этаж. Пользуясь усталостью Билли, Штейнер пытается сравнять шансы, но Билли ломает ему обе руки и сбрасывает его с лестницы, ломая тому череп.
Добравшись наконец на последнем этаже до офиса доктора Ланга, он находит его за столом с вскрытыми венами. Подойдя ближе, он убеждается, что перед ним восковая фигура. В это время настоящий Ланг, скрывшись за стеной, пытается убежать, но привлекает к себе внимание. Билли, увидев зеркальную стену, разбивает её и бросается в погоню за Лангом. На крыше он сбивает Ланга с лестницы, и тот, потеряв равновесие, падает с огромной высоты и разбивается насмерть.

## Выход фильма
Сразу после выхода в прокат «Игра смерти» была принята неоднозначно: с одной стороны, это был отличный шанс для поклонников увидеть вновь своего кумира на экране кинотеатров, с другой — в то время уже вовсю набирал популярность Джеки Чан, а снятый в год выхода «Игры смерти» «Пьяный мастер» побил все установленные фильмами Ли рекорды, собрав только за первую неделю HK $8 000 000.
В общем и целом «Игра смерти» за всё время в прокате собрала HK $3 436 169, значительно уступив вышеупомянутому «Пьяному мастеру».
Хотя фильм и не стал особо успешным в коммерческом плане, почитатели творчества Ли были рады ему, и выход фильма в прокат поспособствовал приливу новой волны поклонников восточных единоборств.

## Новая версия смерти Брюса Ли
Сразу после выхода фильма получила жизнь и развитие одна из многочисленных версий его смерти: согласно ей, первые фильмы Ли снимал за деньги триад, с которыми и сотрудничал по контракту (часть денег, а то и все он должен был отдавать им), но когда его популярность достигла зенита, он отказался платить им. Тогда триады наняли киллера, который и убил Брюса. Версия была подкреплена после того, как в 1993 году погиб сын Брюса Ли, Брэндон; возникла и новая, гласящая, что над всем мужским родом Ли висит проклятье.

## Саундтрек
В 1979 году к фильму вышел саундтрек под названием «Game Of Death/Night Games». На деле это лишь сборка композиций из предыдущих фильмов Брюса Ли, написанных Джоном Барри и музыки непосредственно из фильма.
Список композиций:
- Main Title/Set Fight With Chuck Norris
- Will This Be The Song Ill Be Singing Tomorrow — Instrumental
- Three Motorcycles/Stick Fight With Santo
- Billys Funeral Dirge
- Garden Fight
- Billy And Anns Love Theme
- The Big Motorcycle Fight
- Goodbye Dr. Land
- Will This Be The Song Ill Be Singing Tomorrow
- Game Of Death — End Title
- Stick Fight (With sound effects) / Main Title (Reprise)
- Descent Into Decadence
- The Lesbian Tango
- The Wet Spot
- Water Sport/The Dominatrixs Waltz
- Phantom Of The Orgasm
- Afterplay

## Судьба фильма в девяностые
Продюсеры фильма долгое время пытались найти оригинальные плёнку и сценарий, и лишь в 1994 году им это удалось. На их удивление, Брюс отснял гораздо больше материала, чем вошло в фильм, и в 2000 году новая, отреставрированная версия фильма продолжительностью 125 минут со всеми снятыми сценами увидела свет.

## Критика
«Игра смерти» была сдержанно принята критиками. Они приняли во внимание последние 30 минут фильма и, таким образом, присвоили ему рейтинг выше среднего (63 %).
На сайте Rotten Tomatoes общий рейтинг фильма составляет 75 %.

## Использование оригинальной концепции
Спустя некоторое время после выхода фильма в свет историк Джон Мало выпустил небольшое видео, основанное на концепции сценария Брюса Ли. В нём использован весь отснятый для фильма оригинальный материал, а также досняты новые сцены, что помогло дать общее представление о задумке Брюса Ли. Этот материал в 2000-х был выпущен на DVD и шёл в качестве бонуса к фильму «Выход Дракона»; в 2012 году был также дополнением к фильму «Путь воина» на DVD.

## Видео о создании фильма

### «Bruce Lee: Make of G.O.D.»
В 2000 году в Японии на DVD был выпущен небольшой фильм, состоящий из документального материала о съёмках «Игры смерти».

## Жёлто-чёрный костюм
Костюм, в котором Брюс Ли сражается против мастеров в финальной сцене, после выхода фильма станет весьма популярным.
- Квентин Тарантино позаимствует его для съёмок фильма Убить Билла, где его будет носить Ума Турман (оттуда же Квентин позаимствует и сцену драки в японской школе из «Кулака ярости»).
- В компьютерной игре Tekken 3 этот наряд является скрытым костюмом Фореста Лоу.
- В пародийном мультсериале Робоцып в этом костюме предстаёт взбесившийся Иисус Христос.
- В мультфильме «Гадкий Я» подобный костюм (только с белыми полосами) использует злодей Вектор.
- В российском мультфильме «Три богатыря. Ход конём» конь Юлий показан в таком же костюме и с самурайским мечом, но уже как пародия на Уму Турман.
- В комедийном российском мультсериале «Уманетто» в серии «Якудза» главная героиня сражается в таком костюме.
- В симуляторе «Мой говорящий Том» этот костюм представлен в выборе одежды.
- В такой же костюм одет вратарь «Пустая Рука» в фильме «Убойный футбол», внешне очень похожий на Брюса Ли.
- В компьютерной игре Sleeping Dogs данный костюм можно разблокировать для главного героя.
- В компьютерной игре Sifu костюм открывается за успешное прохождение испытаний, в режиме арены.

## Продолжение
После относительного успеха фильма в 1980 году был выпущен фильм «Башня смерти». Он не имеет ничего общего с оригинальным фильмом (за исключением имени главного героя в английской версии фильма, Билли Ло). Фильм полностью провалился в прокате и получил разгромные рецензии критиков. Традиционно считается насмешкой над памятью мастера.